# Diego Alexandre Alonso Aubin
Diego Alexandre Alonso Aubin (n. en Oviedo, 29 de diciembre de 1987) es un atleta español internacional especializado en 100 y 200 metros lisos perteneciente al club Universidad de Oviedo de atletismo.

## Vida deportiva
Inició la práctica del atletismo a la edad de diez años en la escuela de atletismo de la ciudad donde ha residido desde su infancia durante tres años, Palencia. Posteriormente, por motivos laborales de sus padres, tuvo que trasladarse a Navarra lo que le obligó a abandonar el atletismo. Sin embargo, volvió a la localidad palentina con 18 años y retomó su disciplina deportiva. 

En su primer año (2007) se situó primero del ranking de España promesa de los 200 m lisos y segundo del ranking de España absoluto. Una lesión le impidió acudir a los campeonatos de España esa misma temporada.

Al siguiente año (2008) alcanzó por fin la gloria al proclamarse Campeón de España Promesa lo que le sirvió para ser seleccionado por la selección española y ser internacional en Lingolsheim siendo tercero en los 200 m lisos y segundo en el equipo de 4 x 100.

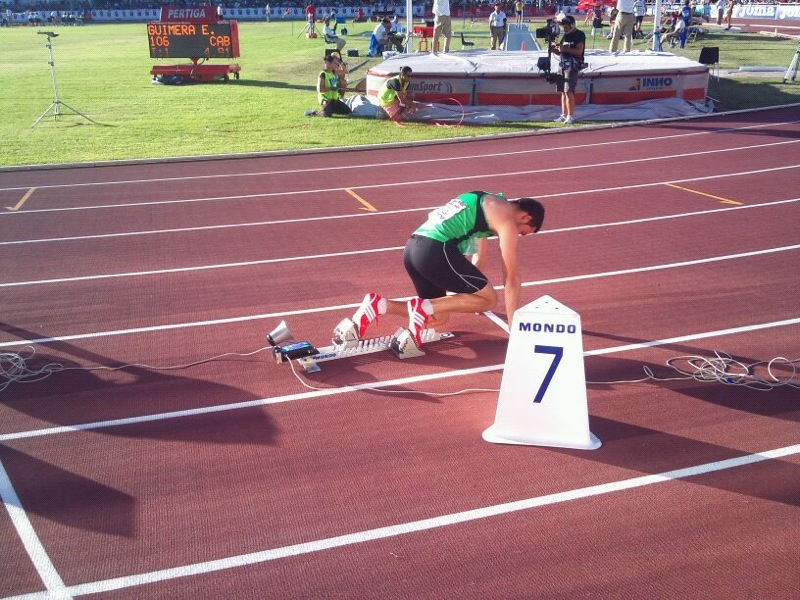
Salida de Tacos

Una grave lesión en 2009 en el tobillo derecho le apartó durante dos años de la alta competición y fue sometido a una operación quirúrgica en Valladolid. La exitosa rehabilitación fue llevada a cabo por el prestigioso doctor Pedro Guillén.

Ya en 2011 se proclamó, entrenándose él solo, Campeón de España Absoluto de Pista Cubierta en Valencia y cuarto puesto en el Campeonato de España de Aire Libre en Málaga.

En el año 2012, participó en los Campeonatos de Europa Absolutos que se han celebrado en Helsinki debutando como atleta internacional absoluto.

Actualmente entrena a las órdenes de Antonio Sánchez Muñoz, ex atleta español y actual responsable del sector de velocidad español.

## Palmarés
- Internacional Promesa (2008)y Absoluto (2012)
- Campeón de España Promesa de 200 m lisos al aire libre (2008).
- Campeón de España Promesa de 4 × 100 m al aire libre (2008).
- Campeón de España Absoluto de 200 m lisos en pista cubierta (2011).

## Vida profesional
Durante dos temporadas formó parte del personal técnico del Club de Rugby El Salvador de División de Honor trabajando con jugadores como Jaime Nava de Olano, Pablo Feijoo, Ian Davey o Jaike Carter.